# Richard Bella
Pour les articles homonymes, voir Bella.
Richard Bella, né le 3 avril 1967, à Bimbo, en République centrafricaine, est un ancien joueur centrafricain de basket-ball. Il évolue durant sa carrière au poste de pivot.

## Palmarès
- Champion d'Afrique 1987